# Isoetes fuliginosa
Isoetes fuliginosa là một loài dương xỉ trong họ Isoetaceae. Loài này được R.L. Small & Hickey mô tả khoa học đầu tiên năm 2001.
Danh pháp khoa học của loài này chưa được làm sáng tỏ. 